# Stenopogon strataegus
Stenopogon strataegus är en tvåvingeart som beskrevs av Gerstaecker 1861. Stenopogon strataegus ingår i släktet Stenopogon och familjen rovflugor. Inga underarter finns listade i Catalogue of Life.